# 突胸跳蝽
突胸跳蝽（学名：Saldoida armata）为跳蝽科跳蝽屬下的一个种。